# Bufalata
Le bufalate erano corse di bufale che si svolgevano nel Seicento come spettacolo culminante di festeggiamenti popolari. Si svolsero in alcune città italiane e sostituirono nella seconda metà del XVI secolo le cacce ai tori considerate cruente e soprattutto "pagane".

## Bufalate a Siena
Le bufalate nella città di Siena si svolsero dal 1599 al 1650 con bufale di razza maremmana.
Le bufalate venivano organizzate in piazza del Campo, a Siena. La competizione era tra le contrade della città e solo tra quelle che si iscrivevano a partecipare. Il numero dei partecipanti fu quindi variabile.
Veniva considerata vincitrice la contrada la cui bufala avesse percorso per prima tre giri della piazza in senso antiorario (opposto alla direzione in cui viene corso il Palio di Siena attuale). La bufala veniva montata da un buttero e ogni contrada aveva per l'occasione dodici pungolatori che servivano a spronare l'animale con un ferro appuntito e a raddrizzare la sua corsa quando necessario. Si ritiene che il pungolo venisse usato anche contro le bufale avversarie per rallentarle, oltre che contro i pungolatori avversari: non esistono tuttavia cronache chiare e puntuali al riguardo.
Come nel Palio di Siena moderno, la corsa era preceduta da un corteo in cui ogni contrada sfilava con i propri abitanti vestiti a festa con i rispettivi colori. In alcuni casi i rappresentanti delle contrade erano armati, in altri per ogni contrada sfilava un carro allegorico rappresentante un tema mitologico greco o un carro raffigurante l'animale totemico. Quest'ultimo era una reminiscenza dei carri usati per ripararsi durante le cacce ai tori.
Una cronaca di Guglielmo Palmieri dell'ultima bufalata corsa nel 1650 (a cui parteciparono Lupa, Oca, Drago, Chiocciola, Torre e Onda) riporta:
(Guglielmo Palmieri)
Si ha notizia delle seguenti bufalate corse negli anni:
| Bufalate di Siena | Bufalate di Siena   |
| Data              | Contrada vincitrice |
| ----------------- | ------------------- |
| 25 luglio 1599    | Onda                |
| 1º agosto 1599    | Lupa                |
| 2 settembre 1601  | Torre               |
| 2 settembre 1602  | Torre               |
| 26 giugno 1605    | Bruco               |
| 1609              | Onda                |
| 1610              | Aquila              |
| 1611              | Leocorno            |
| 1612              | Nicchio             |
| 1617              | Tartuca             |
| 1618              | Oca                 |
| 1619              | Civetta             |
| 18 agosto 1620    | Bruco               |
| 8 settembre 1621  | Bruco               |
| 15 ottobre 1621   | Torre               |
| 1622              | Aquila              |
| 1623              | Onda                |
| 1625              | Chiocciola          |
| 1629              | Giraffa             |

| Bufalate di Siena | Bufalate di Siena   |
| Data              | Contrada vincitrice |
| ----------------- | ------------------- |
| 1630              | Onda                |
| 1631              | Lupa                |
| 20 ottobre 1632   | Nicchio             |
| 1634              | Selva               |
| 15 settembre 1635 | Torre               |
| 15 agosto 1637    | Valdimontone        |
| 1638              | Nicchio             |
| 1639              | Onda                |
| 1639              | Oca                 |
| 15 settembre 1640 | Torre               |
| 1643              | Selva               |
| 15 agosto 1643    | Pantera             |
| 1644              | Pantera             |
| 15 agosto 1645    | Valdimontone        |
| 15 agosto 1646    | Pantera             |
| 1647              | Civetta             |
| 1648              | Vipera              |
| 1649              | Istrice             |
| 3 novembre 1650   | Chiocciola          |

Nell'elenco figura una vittoria della Vipera, una della contrade di Siena soppresse in epoca moderna.
In alcuni anni risultano essersi svolte due corse. In questi casi ci sono più possibilità: errore del cronista; effettuazione di due corse con le bufale; conteggio del secondo premio che in certi casi era usanza assegnare o al secondo arrivato o al vincitore di una corsa di consolazione successiva alla corsa principale e alla quale non partecipava la Contrada vincitrice del primo premio.
L'attribuzione delle vittorie e il numero di corse con le bufale è però soggetto di controversia ed esistono documenti storici contrastanti. Il presente elenco è soltanto indicativo della frequenza di svolgimento di questo tipo di feste.